# Хеснешеній-Ной
Хеснешеній-Ной (рум. Hăsnășenii Noi) — село у Дрокійському районі Молдови. Адміністративний центр однойменної комуни, до складу якої також входить село Лазо.

## Населення
За даними перепису населення 2004 року у селі проживали 1194 особи.
Національний склад населення села:
| Національність       | Кількість осіб | Відсоток |
| -------------------- | -------------- | -------- |
| молдавани            | 839            | 70,3%    |
| українці             | 300            | 25,1%    |
| росіяни              | 48             | 4,0%     |
| поляки               | 1              | 0,1%     |
| інша / без відповіді | 6              | 0,5%     |
| Всього               | 1194           | 100%     |